# 얼룩활치과
얼룩활치속(Drepane)은 활치목에 속하는 조기어류 속의 하나이다. 얼룩활치과(Drepaneidae)의 유일속으로 농어목으로 분류하기도 한다. 인도양과 서태평양 그리고 아프리카 쪽 동대서양에서 발견된다. 얼룩활치 등 3종으로 이루어져 있다.

## 하위 종
- Drepane africana Osório, 1892
- Drepane longimana (Bloch & J. G. Schneider, 1801)
- 얼룩활치 (Drepane punctata) Linnaeus, 1758